# Vale Flor
Vale Flor é uma povoação portuguesa do Município da Mêda que foi sede da extinta Freguesia de Vale Flor, freguesia que tinha 16,76 km² de área e 150 habitantes (2011), e, por isso, uma densidade populacional de 8,9 hab/km².
A Freguesia de Vale Flor foi extinta (agregada) pela reorganização administrativa de 2012/2013, tendo o seu território sido agregado ao das Freguesias de Carvalhal e Pai Penela para criar a União de Freguesias de Vale Flor, Carvalhal e Pai Penela.
Vale Flor fez parte do concelho de Aveloso, tendo em 1836 passado para o de Marialva, extinto em 24 de Outubro de 1855. Nessa altura foi incorporada no concelho de Vila Nova de Foz Côa, só passando definitivamente o (atual município) da Mêda em 4 de Dezembro de 1872.
Até 16 de Janeiro de 1941 chamou-se Vale de Ladrões, vendo a sua designação alterada pelo decreto n.º 31106.

## População
| População da freguesia de Vale Flor | População da freguesia de Vale Flor | População da freguesia de Vale Flor | População da freguesia de Vale Flor | População da freguesia de Vale Flor | População da freguesia de Vale Flor | População da freguesia de Vale Flor | População da freguesia de Vale Flor | População da freguesia de Vale Flor | População da freguesia de Vale Flor | População da freguesia de Vale Flor | População da freguesia de Vale Flor | População da freguesia de Vale Flor | População da freguesia de Vale Flor | População da freguesia de Vale Flor |
| ----------------------------------- | ----------------------------------- | ----------------------------------- | ----------------------------------- | ----------------------------------- | ----------------------------------- | ----------------------------------- | ----------------------------------- | ----------------------------------- | ----------------------------------- | ----------------------------------- | ----------------------------------- | ----------------------------------- | ----------------------------------- | ----------------------------------- |
| 1864                                | 1878                                | 1890                                | 1900                                | 1911                                | 1920                                | 1930                                | 1940                                | 1950                                | 1960                                | 1970                                | 1981                                | 1991                                | 2001                                | 2011                                |
| 642                                 | 681                                 | 679                                 | 755                                 | 762                                 | 626                                 | 658                                 | 936                                 | 744                                 | 609                                 | 484                                 | 399                                 | 237                                 | 227                                 | 150                                 |

No censo de 1864 figura no concelho de Vila Nova de Foz Côa. Passou para o actual concelho por decreto de 04/12/1872. Nos anos de 1864 a 1930 designava-se por Vale de Ladrões, e passou a ter a actual designação pelo decreto.lei nº 31.106, de 16/01/1941

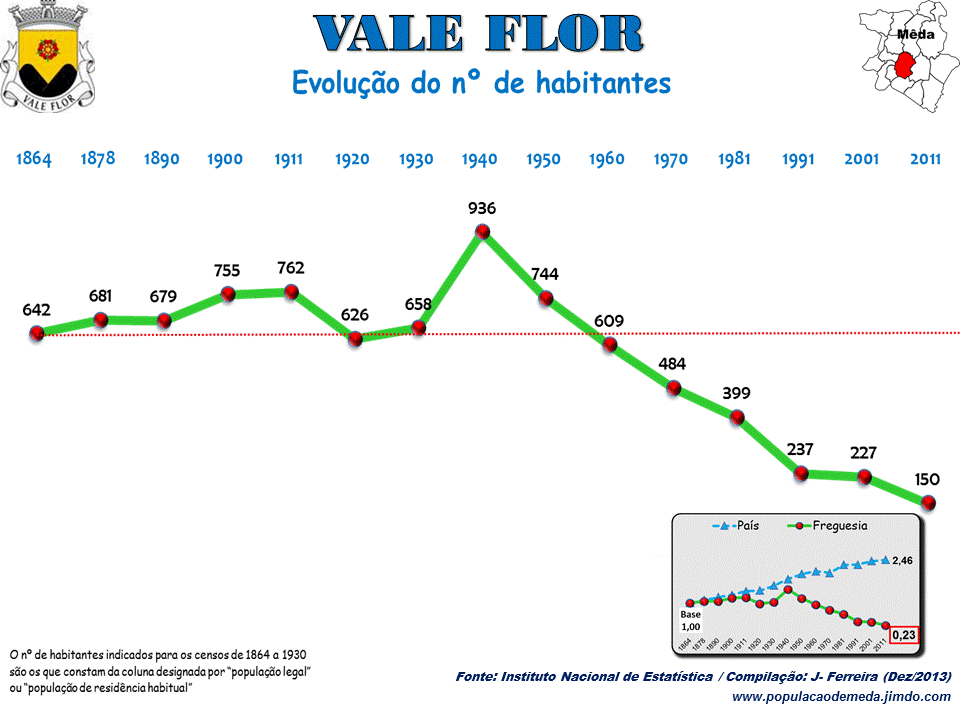
Evolução da População  1864 / 2011
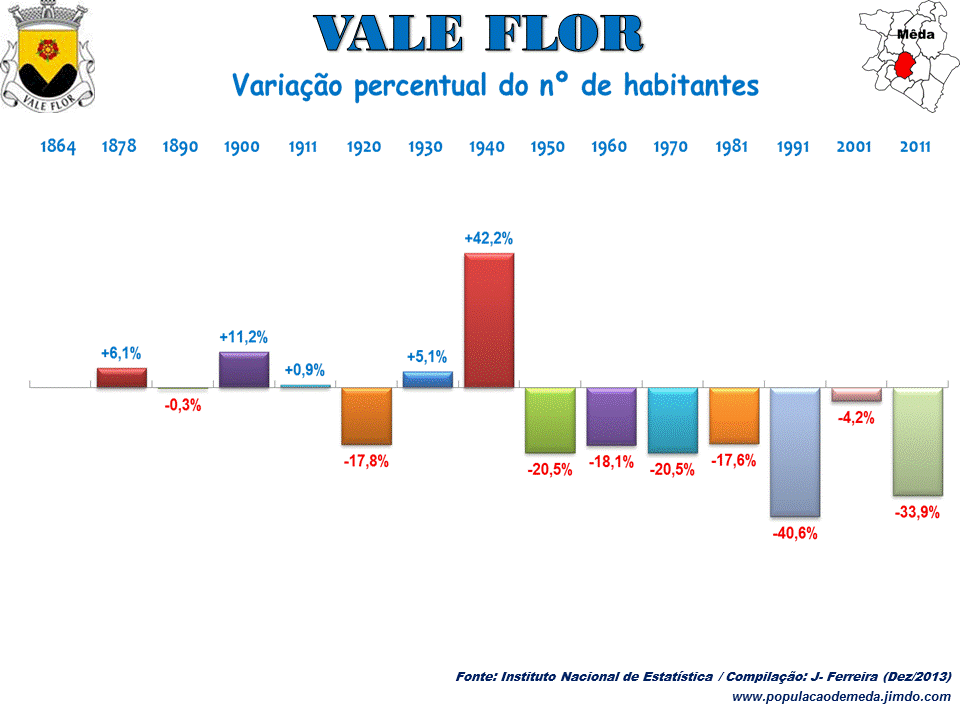
Variação da População 1864 / 2011

## Património
- Igreja Matriz de São Pedro;
- Capela do Espírito Santo;
- Capela de Santo António;
- Capela da Senhora da Saúde.